# パスカル・ダニャン＝ブーベレ
パスカル・ダニャン＝ブーベレ（Pascal Dagnan-Bouveret、1852年1月7日 - 1929年7月3日）はフランスの画家である。

## 生涯
パリの仕立て屋の息子として生まれた。ムランの祖父の家で育ち、1869年にパリの国立高等美術学校（エコール・デ・ボザール）に入学した。同校ではアレクサンドル・カバネルの教室で学び、ジャン＝レオン・ジェロームにも師事した。この頃、ジュール・バスティアン＝ルパージュやギュスターヴ＝クロード＝エティエンヌ・クルトワと親交を深め、特にクルトワとはヌイイ＝シュル＝セーヌで共同のスタジオを構えていた。

## 画業
1876年にローマ賞で2位に入選した。その後、フランシュ＝コンテ地方へ移り住み、現地の住民の生活を題材とした作品を制作した。続いてブルターニュ地方にも移住したが、本格的に注目されるようになったのは1880年代後半からである。
1888年には、ルイ＝オーギュスト・ジラルドやジュール＝アレクシ・ミュニエと共にモロッコのテトゥアンを旅した。1889年のパリ万国博覧会の展覧会に出展し、名声を確立した。1890年代後半からは宗教的な題材も描くようになり、1900年のパリ万国博覧会にも作品を出展している。

## 栄典
1901年にはレジオンドヌール勲章オフィシエを受勲した。

## 作品

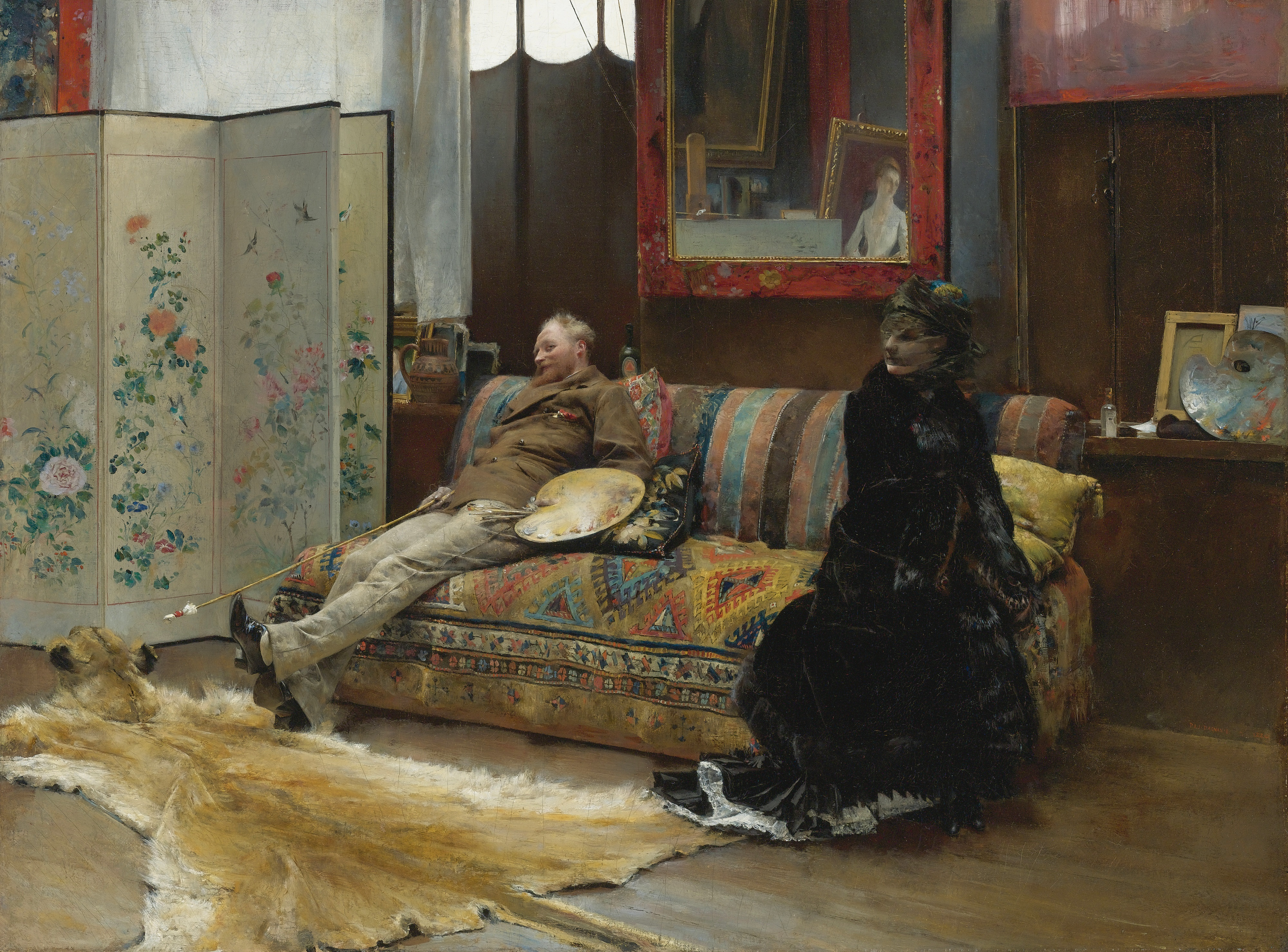
「スタジオの画家クルトワ」(1880)
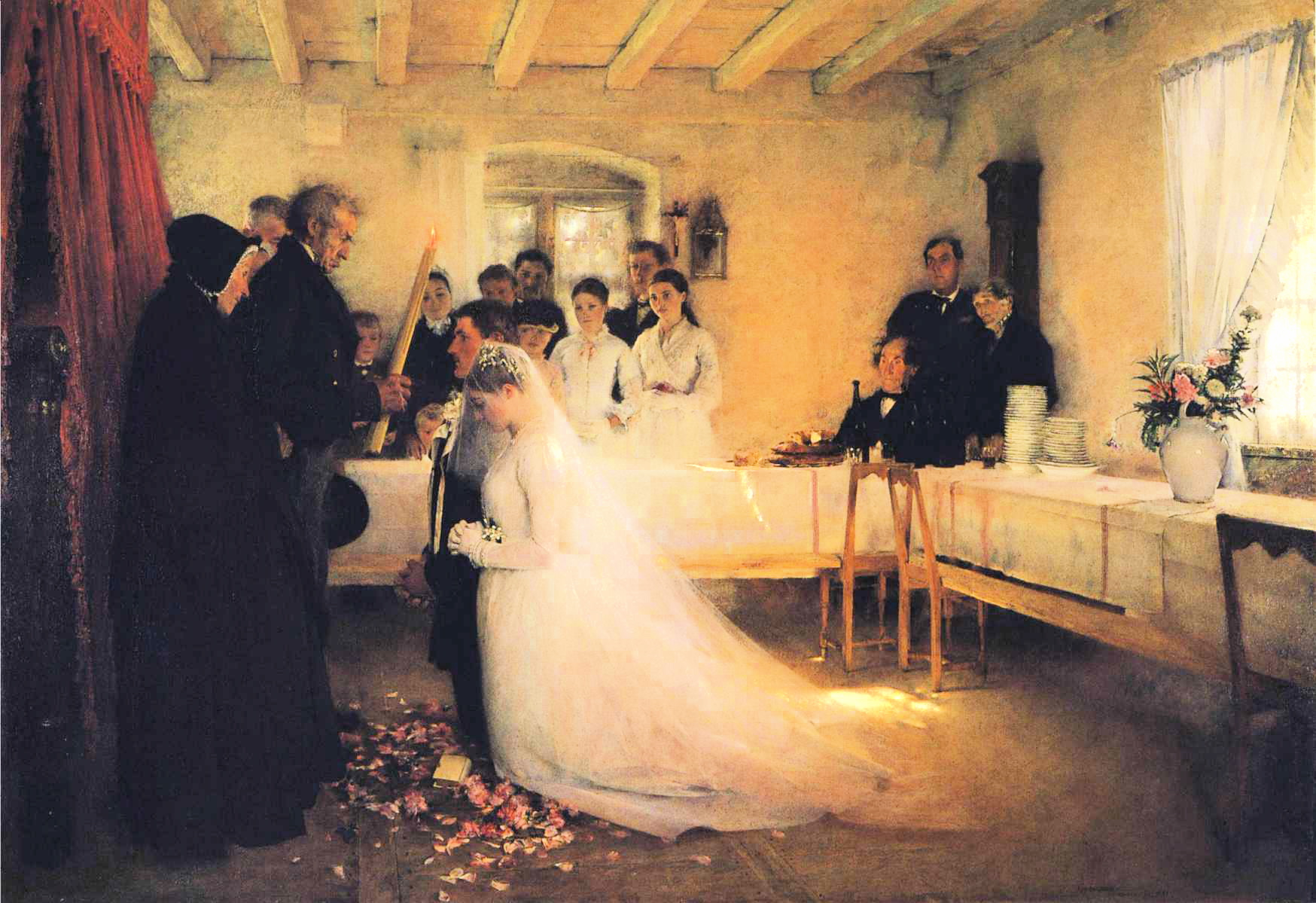
「結婚式」(c.1880)
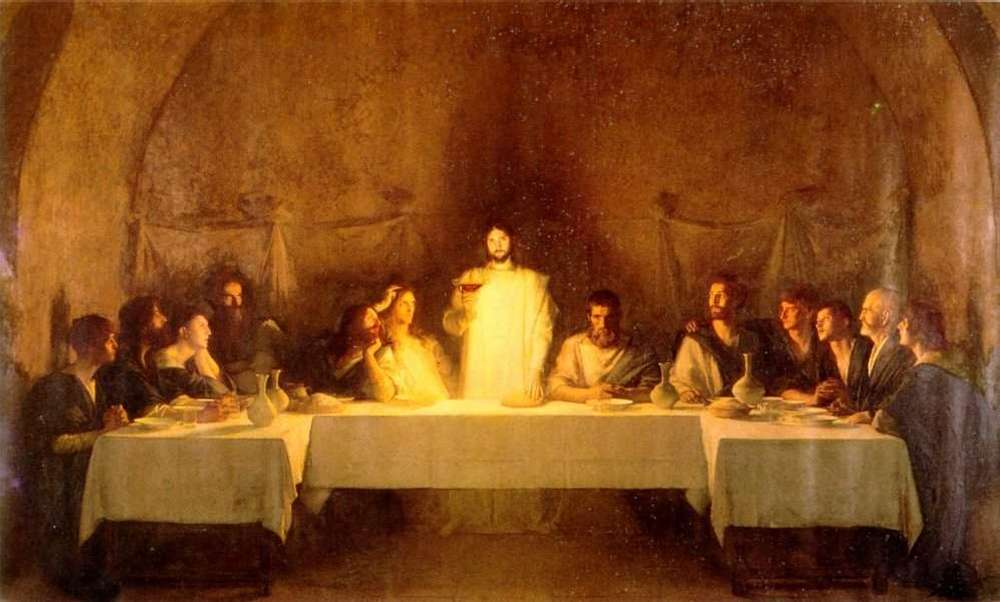
「最後の晩餐」

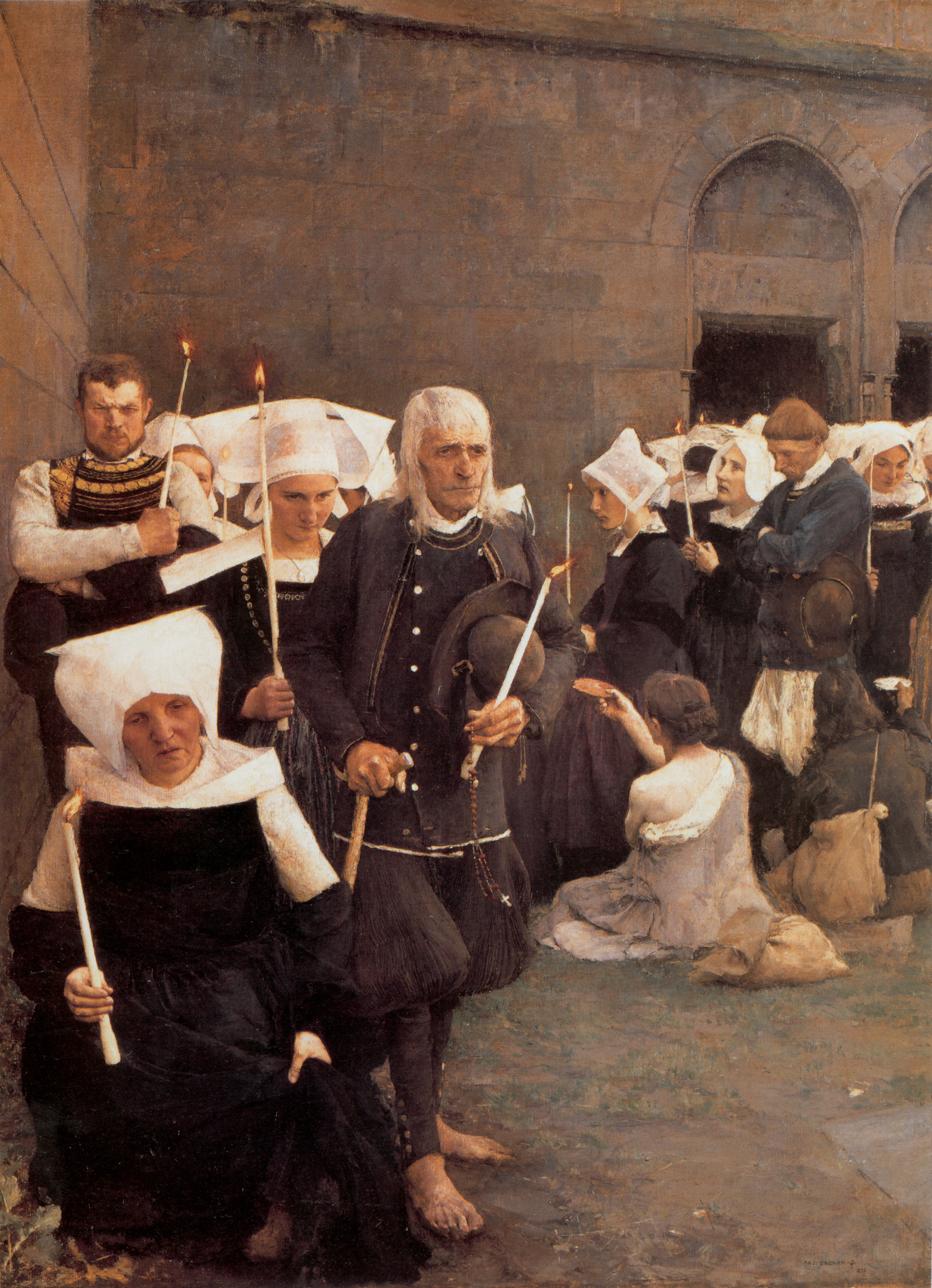
「ブルターニュの祈祷式」
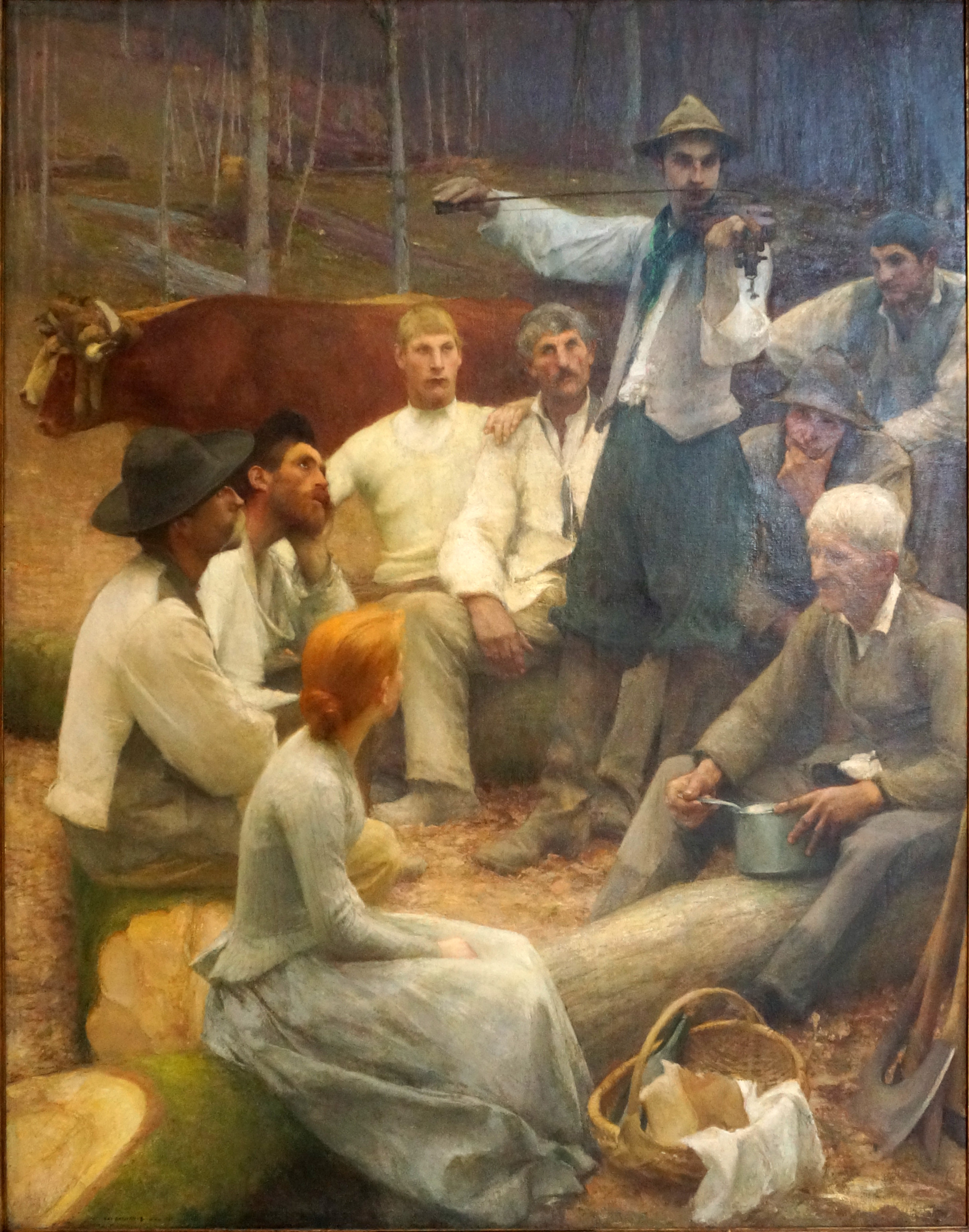
(1892)
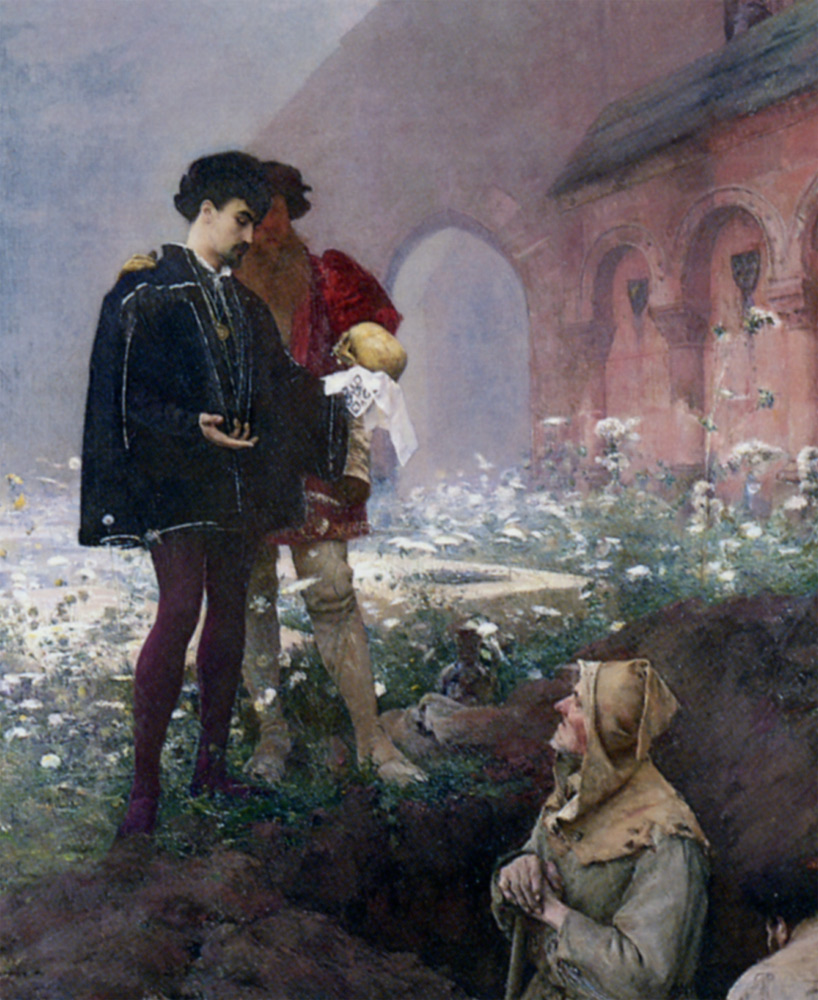
「ハムレットと墓堀」
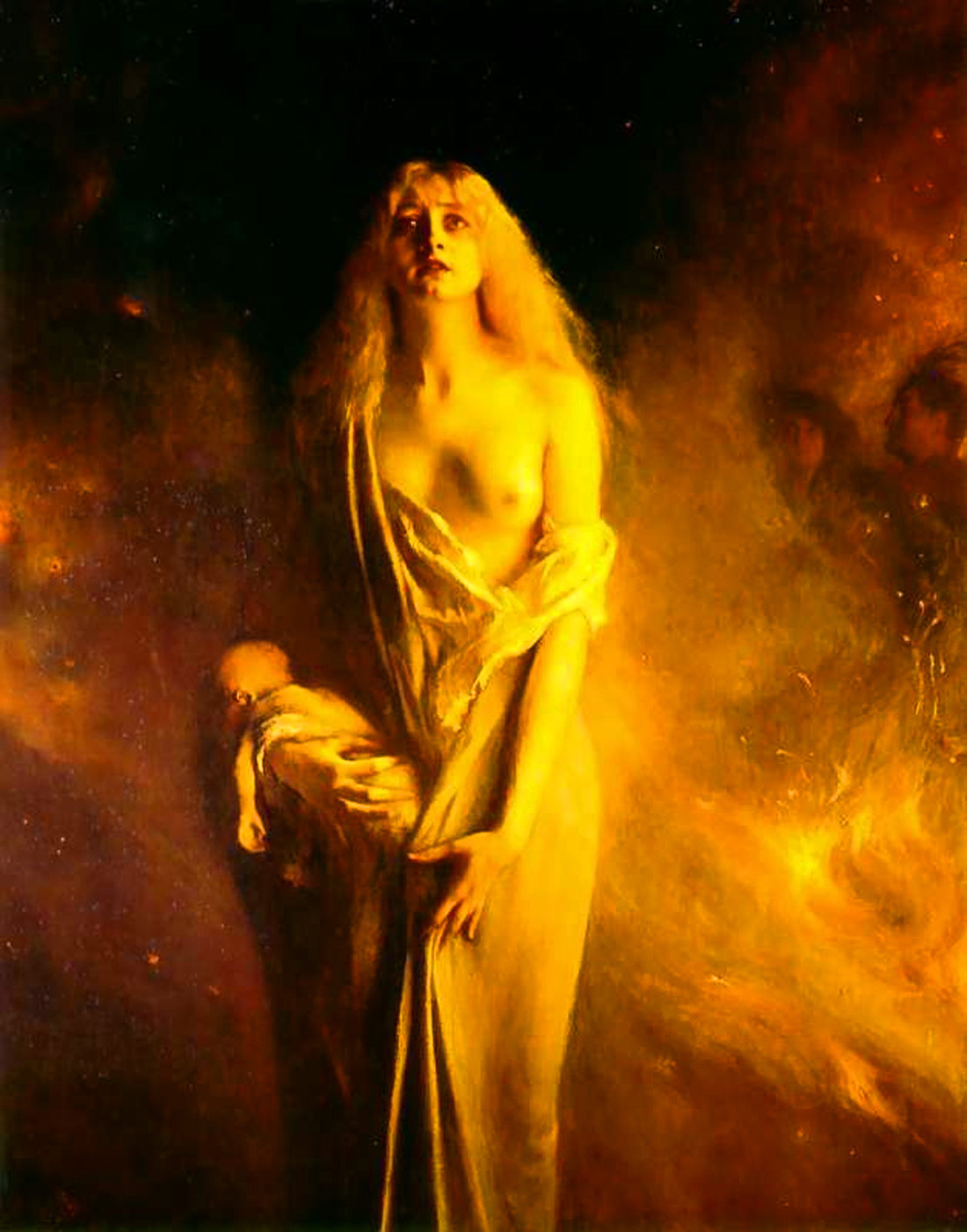
Marguerite au Sabbat (1911)